# Nancy Boy
Nancy Boy è un singolo del gruppo musicale britannico Placebo, pubblicato il 20 gennaio 1997 come terzo estratto dal primo album in studio Placebo.

## Descrizione
Il brano è uno dei primi a essere stati suonati dal vivo dai Placebo, nell'ottobre 1995 durante il programma TV Unsigned in the City, ancora prima di firmare il loro primo contratto discografico con la Caroline Records nel 1996. È anche uno dei primi grandi successi del gruppo, ottenendo un inaspettato successo di vendite nel Regno Unito e debuttando direttamente alla quarta posizione della UK Singles Chart.
Il testo si sviluppa attorno ai temi della droga e della bisessualità, e in un'intervista il cantante Brian Molko ha detto che «dal punto di vista sonoro abbiamo tentato di riprodurre una sorta di irruenza sessuale indotta da droga». Molko ha inoltre aggiunto che il brano è una critica a coloro che si approcciano all'omosessualità e alla bisessualità come se fossero delle mode da seguire.

## Video musicale
Il video ufficiale del brano, diretto da Howard Greenhalgh, viene pubblicato il 25 gennaio 1997. Per motivi legali, nel video il volto del neobatterista del gruppo Steve Hewitt (entrato a far parte della formazione poco prima dell'uscita del singolo) è oscurato.

## Tracce
Testi e musiche dei Placebo, eccetto dove indicato.
CD (Australia ed Europa, Virgin Records)
1. Nancy Boy (Radio Edit) – 3:18
2. Slackerbitch – 3:22
3. Bigmouth Strikes Again – 3:53 (Johnny Marr, Morrissey) – cover dei The Smiths
4. Hug Bubble (Brad Wood Mix) – 6:18

CD (Europa, Hut Records)
1. Nancy Boy (Sex Mix) – 3:32
2. Eyesight to the Blind – 3:00 (Brian Molko)
3. Swallow (Mixed by Designer and U-Sheen) – 5:59
4. Miss Moneypenny – 2:50

CD (Giappone)
1. Nancy Boy (Radio Edit) – 3:18
2. Bruise Pristine (Radio Edit) – 3:00
3. Bigmouth Strikes Again – 3:53 (Johnny Marr, Morrissey) – cover dei The Smiths
4. Eyesight to the Blind – 3:00 (Brian Molko)
5. Miss Moneypenny – 2:50
6. Swallow (Designer and U-Sheen Remix) – 5:59
7. Hug Bubble (Brad Wood Remix) – 6:18

CD promozionale (prima versione)
1. Nancy Boy (Radio Edit) – 3:18

CD promozionale (seconda versione)
1. Nancy Boy (Dave Bascombe Edit) – 3:20

Vinile 7"
Lato A
1. Nancy Boy (Sex Mix) – 3:29

Lato B
1. Slackerbitch – 3:22

## Classifiche
| Classifica (1997) | Posizione massima |
| ----------------- | ----------------- |
| Regno Unito       | 4                 |